# Isochlora longivitta
Isochlora longivitta är en fjärilsart som beskrevs av Rudolf Püngeler 1901. Isochlora longivitta ingår i släktet Isochlora och familjen nattflyn. Inga underarter finns listade i Catalogue of Life.